# 赵含璘
赵含璘（1933年2月—2018年4月7日），陕西省岐山县人，中国政治人物。曾任共青团陕西省委书记，铜川市市长、市委书记等职。

## 生平
1949年3月参加工作，1950年4月加入中国共产党。1952年6月后，历任宝鸡团地委文书、宝鸡团市委宣传部长、副书记、书记。1958年在农村劳动锻炼。1959年6月，任宝鸡团市委组织部长。1963年，任宝鸡团地委副书记、书记。1966年7月，任中共宝鸡地委宣传部副部长兼团地委书记。1971年至1977年，历任宝鸡地区革命委员会农林局、文教文化局、农业局副局长、局长。1977年12月，任中共宝鸡县委副书记、县革委会主任。1980年12月，任共青团陕西省委书记兼省青联主席。1982年至1986年，历任铜川市市长、市委书记。1987年8月，任陕北建设委员会副主任，陕西省物资局局长。1993年，任陕西省物资产业集团党委书记、总经理。1995年5月离休。晚年任陕西省老共青团工作者协会（陕西省老青协）名誉会长。2018年4月7日在西安逝世。